# ألفونسو غروسو سانشيز
ألفونسو غروسو سانشيز (بالإسبانية: Alfonso Grosso Sánchez)‏ هو رسام إسباني، ولد في 1 سبتمبر 1893 في إشبيلية في إسبانيا، وتوفي بنفس المكان في 12 ديسمبر 1983.